# Лаванда (спецпідрозділ)
Гірськострілецька рота спеціального призначення «Лава́нда» — спецпідрозділ, раніше входив до складу Національної гвардії України. Спільно з гірськострілецьким батальйоном «Кобра» загони створювалися як гірська розвідка і штурмові десантні підрозділи, здатні здійснювати обхідні маневри та захоплення флангів супротивника, проникнення в їхній тил і заволодіння перевалами, мостами, командними пунктами, здійснювати розвідувальні, контррозвідувальні диверсійні заходи.
Гірські стрільці готові до пошуку і ліквідації злочинних формувань в гірській місцевості, причому вони можуть діяти як самостійно, так і у взаємодії з авіацією та артилерією.
За основу геральдичної символіки та назви даного утворення силових структур узято рослину Лаванду.

## Історія
У 1996 році за ініціативою командувача військами Національної гвардії України, генерал-полковника Чаповського, в Криму у складі 7-ї дивізії НГУ були сформовані два гірськострілецькі батальйони: «Кобра» в Балаклаві і «Лаванда» в Сімферополі. До їх підготовки залучили як інструкторів досвідчених членів сімферопольського клубу спелеології. Постійними учасниками тренувань і навчань в кримських горах спільно з гірськими стрільцями НГУ стала морська піхота ВМС України.
29 березня 1999 р. уперше в історії Національної гвардії відбулися бригадні навчання з бойовою стрільбою. 7-ма дивізія розгорнула «бойові дії» на високогірному Ангарському полігоні в Криму. Один батальйон блокував «банду бойовиків» у гірському масиві, а бійці обох гірськострілецьких батальйонів штурмували скелі, витісняючи «банду» на заздалегідь підготовлену вогневу позицію бригади (зенітно-артилерійський і гарматний протитанковий дивізіони, мінометна батарея, танки і БМП). Окрім цього, на навчаннях залучалися спецпризначенці Головного управління «А» СБУ (по боротьбі з тероризмом), сили Державної служби охорони та прикордонники.
30 січня 2000 року під тиском депутатів Верховної Ради України, які угледіли в самому факті існування Національної Гвардії загрозу демократії та передумови до тоталітаризму, президент підписав указ про розформування частин Національної гвардії України. Батальйони «Лаванда» і «Кобра» були передані у ведення внутрішніх військ МВС України.
У 2003 році батальйон був скорочений до роти за рахунок розформування другої роти, що комплектується військовослужбовцями строкової служби, що виконували функції забезпечення.
За інформацією народного депутата Геннадія Москаля у лютому 2014 року мав бути залучений проти Євромайдану. У березні того ж року у результаті Кримської кризи спецпідрозділ був розформований.

## Завдання
Основними завданнями підрозділу є пошук і знищення незаконних озброєних формувань в гірській місцевості, звільнення заручників, затримання або ліквідація особливо небезпечних злочинців, боротьба з диверсійно-розвідувальними підрозділами супротивника. В умовах виникнення збройного конфлікту, «Лаванда» здатна виконувати загальновійськові функції глибинної розвідки та диверсійного підрозділу.
Крім усього іншого, бійці навчені, у разі виникнення необхідності, охороні та обороні особливо-важливих об'єктів, забезпеченню безпеки особливо поважних фізичних осіб.
Під час спецоперацій у раціоні спецпризначенця на першому місці стоять родзинки. Вони здатні швидко угамовувати спрагу і надавати сили організму. Замість м'яса — соєві продукти.
Завдяки професіоналізму бійців, військах «Лаванда» користується незаперечним авторитетом. Служити в цьому підрозділі велика честь. Про можливості роти ходять легенди. Рівень підготовки під час навчань і показових виступів не раз примушував здивуватися спостерігачів і умовного супротивника, якого, до речі, грали досить підготовлені бійці спецпризначення армії, флоту, СБУ. «Лаванда» могла несподівано з'явитися зовсім в несподіваному місці, незручний для супротивника час і завдати удару.
Слід сказати, що журналістам і стороннім спостерігачам показують загальні моменти, красиву обкладинку для створення ефектного видовища. Дійсні форми та методи роботи бійців роти складають службову таємницю. У тих ситуаціях, де перед камерами журналістів захоплення або знищення супротивника відбувається з гуркотом, стрільбою і вибухами, в реальних обставинах усе може відбуватися в абсолютній тиші менш естетичними методами та способами.
В середньому, бійці «Лаванди» залучаються до бойових операцій 1—2 рази в місяць.
Вважається, що за весь час існування підрозділу не було жодної невдалої операції.

## Комплектування
У роту на конкурсній основі підбираються кандидати, що мають високу фізичну і альпіністську підготовку, досконало володіють стрілецькими видами зброї, володіють прийомами рукопашного бою, пройшли строкову службу в інших спецпідрозділах ВВ МВС (як правило в «Кобрі»). Набір здійснюється тільки військовослужбовців на контрактній основі. Впродовж першого місяця новобранця піддають інтенсивним фізичним і психологічним навантаженням. Не усі витримують цей період, залишаються найсильніші.

## Бойова підготовка
Враховуючи завдання, які покликані виконувати бійці підрозділу, бойова і фізична підготовка будується відповідним чином. Основні дисципліни — альпіністська, фізична, парашутно-десантна, вогнева підготовка, рукопашний бій. Графік занять до максимуму стислий і має інтенсивний характер. Рівень занять по фізичній підготовці розрахований на осіб, що мають високу витривалість.
Як і в інших спецпідрозділах ВВ МВС України, в «Лаванді» раз на рік проходять випробування на право носіння крапового берета.

## Озброєння і спорядження
Озброєння підрозділу штатне. Частина автоматів і пістолетів мають ПБС (прилад безшумної стрільби) і ПНС (прилад нічного спостереження). Спеціально для «Лаванди» були розроблені окремі види зброї (приміром, гранати без уповільнювача). Окрім озброєння, на марші кожен боєць несе понад десять кілограмів особистого альпіністського спорядження.

## Відео
- Гірськострілецькі підрозділи України [Архівовано 27 червня 2015 у Wayback Machine.]
- Відеорепортаж